# 舒格洛夫鎮區 (阿肯色州克利本縣)
舒格洛夫鎮區（英語：Sugar Loaf Township）是位於美國阿肯色州克利本縣的一個行政鎮區。

## 地方資料
舒格洛夫鎮區的面積為39.43平方千米，當中陸地面積為38.96平方千米，而水域面積為0.47平方千米。根據2010年美國人口普查的數據，當地共有人口602人，而人口密度為每平方千米15.27人。